# پرانگی
پرانگی، روستایی در دهستان جکدان بخش مرکزی شهرستان بشاگرد در استان هرمزگان ایران است.

## جمعیت
بر پایه سرشماری عمومی نفوس و مسکن در سال ١۴٠٢، جمعیت این روستا برابر با ٢٧۶ نفر (۶٢ خانوار) بوده‌است.